# وديع ديب
وديع أمين ديب (1910 - 1995م) هو شاعر لبناني، كان يُلقب بالشاعر المهجري.

## سيرة
ولد وديع أمين ديب في العام 1910 (وتذكر مصادر أنه ولد في العام 1911) في بلدة الخيام في جنوب لبنان، حاز درجة الماجستير من الجامعة الأميركية في بيروت عن موضوع: أمين الريحاني على ضوء إنتاجه الأدبي (1941)، وثم أطروحة عنوانها «الشعر العربي في المهاجر الأمريكية» (1945)، عمل بالتدريس في معاهد بلدة مرجعيون والقدس، وفي مدرسة البنات الأمريكية، وكلية بيروت للبنات، إضافة لإلقاء الأحاديث الأدبية في الإذاعة اللبنانية.
توفي سنة 1995 ودفن في بلدته الخيام في جنوب لبنان.

## نشاطه الأدبي
منذ أولى مؤلفاته، وهي مسرحية شعرية بعنوان «نساء وأفاع»، قدم ديب للمكتبة العربية مجموعة من المؤلفات، كما شارك بكتاباته في العديد من الصحف والمجلات، إذ له قصائد نشرتها صحف ومجلات عصره، منها: مجلة الأديب ، ومجلة البيدر، ومجلة الآداب.
يعد ديب شاعرًا وجدانيًّا، يتنوع شعره بين التزام الوزن والقافية، والتنوع في قوافي القصيدة الواحدة من مقطع إلى مقطع، مع ميل إلى الإيقاعات السريعة الرنانة. قصائده قصيرة، تدور كل منها حول عنوان دال ومعبر عن محتواها (غالبًا من كلمة واحدة)، عبر فيها عن مشاعره، وتساؤلاته الفلسفية، وخاطب المرأة أمًا وحبيبة ورفيقة، ونموذجًا شعريًا من صنع خياله يبثه همومه وأحزانه، وله قصائد التقط فيها نماذج بشرية من الحياة العامة، ووصفها فلسفيًا في اعتماد على المفارقة السريعة والمكثفة، وله قصائد عدة ترجمت إلى لغات أجنبية.

## مؤلفاته
له مؤلفات عدة، منها:

### شعر
- قلبي يغني - دار العلم للملايين - بيروت 1951[15]
- غيوم ظامئة - دار العلم للملايين - بيروت 1957[16]
- الموجة الضاحكة - دار الحمراء للطباعة والنشر - بيروت 1995[17]
- الينبوع الظامئ - (مخطوط).[18]

### أعمال أخرى
- «نساء وأفاعي» - مسرحية من ثلاثة فصول - دار الريحاني للطباعة والنشر - بيروت 1918.[19]
- «أمين الريحاني على ضوء نتاجه الأدبي» (أطروحة أستاذ علوم بالجامعة الأمريكية بيروت 1945).[6]
- «الشعر العربي في المهجر الأمريكي» - أطروحة أستاذ علوم بالجامعة الأمريكية - بيروت 1955[20]
- «نحو جديد: اتجاه جديد في تدريس قواعد اللغة العربية» - دار الريحاني للطباعة والنشر - بيروت 1959[21]
- «الجديد في شعر مطران» - مجلة الأبحاث - الجامعة الأمريكية ببيروت.

## تراجم عنه
- جميل جبر: لبنان في روائع أقلامه - المطبعة الكاثوليكية - بيروت
- حمد حمود: أدباء وشعراء العرب - دار الفكر اللبناني - بيروت - 2001
- معجم البابطين[8]